# St. Elmo (Illinois)
St. Elmo je grad u američkoj saveznoj državi Ilinois. Prema popisu stanovništva iz 2010. u njemu je živjelo 1.426 stanovnika.